# Raissa Chaddad
Raissa Barreiro Chaddad (Guarujá, 11 de maio de 2002) é uma atriz e influenciadora brasileira. Em 2013, ganhou destaque ao interpretar Bia, uma das protagonistas do remake da telenovela Chiquititas. Em 2016, participou quadro Dance se Puder no programa Eliana. Em 2019, fez uma participação interpretando Carla em As Aventuras de Poliana.

## Biografia e carreira
Raissa Barreiro Chaddad nasceu no município de Guarujá, no litoral de São Paulo, em 11 de maio de 2002. Aos seis anos de idade, ingressou-se no projeto Casa 3, que é realizado em sua cidade natal desde 2003 em parceria com a Secretaria de Educação. Em 2011, participou do curta-metragem "Missão Estelar", produzido pela agência Form Models de Santos. De 2013 a 2015, atuou no remake da telenovela infantil Chiquititas, adaptada por Íris Abravanel e exibida no Sistema Brasileiro de Televisão (SBT), em que interpreta Beatriz (Bia), uma das protagonistas, papel vivido anteriormente por Gisele Frade. Em 2016, ganhou o quadro "Dance Se Puder" do Programa Eliana no SBT. Entre 2019 e 2020 participou da novela As Aventuras de Poliana, do SBT, interpretando Carla.

## Filmografia

### Televisão
| Ano     | Título                         | Papel                      | Notas                     | Ref.          |
| ------- | ------------------------------ | -------------------------- | ------------------------- | ------------- |
| 2013–15 | Chiquititas                    | Beatriz Gaspar (Bia)       |                           | [ 7 ] [ 14 ]  |
| 2016    | Dance se Puder                 | Participante (Vencedora)   | Temporada 1               | [ 15 ]        |
| 2019–20 | As Aventuras de Poliana        | Carla Orsini Lamenza       |                           | [ 16 ] [ 17 ] |
| 2020    | Meus Prêmios Nick              | Apresentadora              |                           | [ 18 ]        |
| 2021    | A Fantástica Máquina de Sonhos | Raissa                     | Episódio : "28 de agosto" | [ 19 ]        |
| 2022    | As Seguidoras                  | Ananda                     |                           | [ 20 ]        |
| 2024    | Geração Chiquititas            | Apresentadora (bastidores) |                           | [ 21 ]        |

### Cinema
| Ano  | Título         | Papel  | Ref.   |
| ---- | -------------- | ------ | ------ |
| 2011 | Missão Estelar | Júlia  | [ 22 ] |
| 2023 | O Porteiro     | Amanda |        |
| 2023 | União Instável | Bela   |        |
| 2024 | Sala Escura    | Paula  |        |

### Internet
| Ano     | Título         | Papel                     | Plataforma         |
| ------- | -------------- | ------------------------- | ------------------ |
| 2014–22 | Raissa Chaddad | Ela mesma                 | YouTube            |
| 2017    | FitDance Stars | Participante (vencedora)  | YouTube            |
| 2020    | Playlist Nick  | Ela mesma (apresentadora) | Nickelodeon        |
| 2020    | Lambe Lambe    | Apresentadora             | TVzyn              |
| 2024    | Quem poderia?  | Ela mesma                 | Instagram / Tiktok |

## Teatro
| Ano  | Título                            | Papel       |
| ---- | --------------------------------- | ----------- |
| 2015 | As Crianças mais Amadas do Brasil | Ela mesma   |
| 2016 | Filha do Lobo                     | Margareth   |
| 2018 | O Planeta dos Esquecidos          | Cora Corada |
| 2018 | Youtubers                         | Ela mesma   |
| 2018 | O Aprendiz de Feiticeiro          | Lady Jane   |

## Prêmios e indicações
| Ano  | Prêmio                | Categoria             | Trabalho        | Resultado | Ref.          |
| ---- | --------------------- | --------------------- | --------------- | --------- | ------------- |
| 2014 | Troféu Internet       | Revelação do Ano      | Chiquititas     | Indicada  | [ 24 ] [ 25 ] |
| 2014 | Prêmio Contigo! de TV | Melhor Atriz Infantil | Chiquititas     | Indicada  |               |
| 2020 | Meus Prêmios Nick     | TikToker do ano       | TikTok da atriz | Indicada  |               |
| 2023 | TikTok Awards         | CleanTok por Unilever | TikTok da atriz | Pendente  | [ 26 ]        |